# Helcogramma nesion
 Helcogramma nesion és una espècie de peix de la família dels tripterígids i de l'ordre dels perciformes.

## Hàbitat
És un peix marí de clima tropical que viu entre 3-10 m de fondària.

## Distribució geogràfica
Es troba al Japó (incloent-hi les Illes Ogasawara).